# Hellmayrea gularis
Rabo-espinhoso-de-sobrancelha ou espinheiro-de-sobrancelhas (Hellmayrea gularis) é uma espécie de ave da família Furnariidae. É a única espécie do género Hellmayrea.
Pode ser encontrada nos seguintes países: Colômbia, Equador, Peru e Venezuela.
Os seus habitats naturais são: regiões subtropicais ou tropicais húmidas de alta altitude.